# Virginia (Irland)
Virginia (irisch Achadh an Iúir, „Feld der Eibe“) ist eine Stadt im County Cavan in Irland. Sie wurde im frühen 17. Jahrhundert gegründet und nach Königin Elisabeth I. von England benannt. 

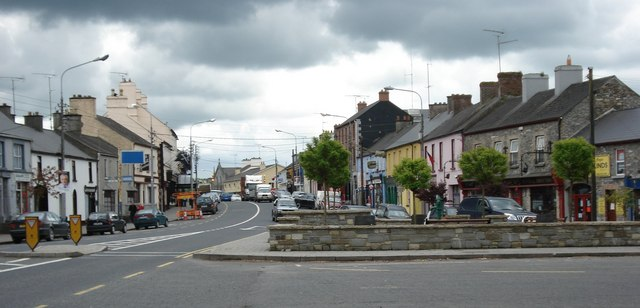
Hauptstraße

Virginia befindet sich am Lough Ramor und ist ungefähr 80 km von Dublin entfernt. Man kann sie auf der N3 etwa auf halbem Weg zwischen Navan und Cavan erreichen. Sie war einst ein strategischer Stütz- und Rastpunkt für den Kutschenbetrieb zwischen Enniskillen und Dublin. In der neueren Zeit ist Virginia mit der Hauptstadt durch einen stündlich fahrenden Busdienst von Bus Éireann mit Cavan verbunden. Ferner wird sie durch ihre große Nähe zu den Handelsstädten im Osten und Westen als eine Pendlerstadt betrachtet. Sie umfasst vorwiegend landwirtschaftliche und Milch verarbeitende Industrie bei der hiesigen Glanbial-Fabrik (früher Virginia Milk Products), welche Magermilchpulver und Creme für die weltberühmte Handelsmarke von Baileys-Original-Irish-Cream-Likör produziert. Ein anderer lokaler Hersteller ist der Farbproduzent Fleetwood.
Der Lough Ramor ist einer der größten Seen in der Grafschaft Cavan, der sich ungefähr 7 km in der Länge und an der schmalsten Stelle 1 km ausdehnt. Er führt zu den Blackwater- und Boyne-River-Systemen. Es ist ein populärer See bei Anglern, da er eine breite Vielfalt an Fischsorten beheimatet, wie Hechte, Brassen, Rotaugen, Kreuzungen, Forellen und Aale. Einige Rekordfänge sind in der letzten Zeit verzeichnet worden, wobei die meisten bei den Besuchsanglern aus Großbritannien vorkamen.

## Geschichte
Virginia begann als ein Ulster Plantation Projekt. Einem englischen Abenteurer, bekannt als John Ridgeway, wurde im August 1612 das Kronpatent zu Errichtung einer neuen Stadt an der Landstraße zwischen den bereits existierenden Städten Kells und Cavan bewilligt. Die Bedingungen waren, englische Siedler in das Gebiet zu führen und dann eine richtige Stadt zu erbauen. Ridgeways Schwierigkeit war es, ausreichend englische Handelsleute und Siedlerfamilien anzuziehen, da viele dieses Gebiet als ein feindliches Territorium außerhalb des Schutzes von Leinster Pale betrachteten. Ferner lagen die Probleme darin, einige Holzhäuser und eine Getreidemühle nahe dem damals existierenden O’Reilly Castle zu erbauen. Ridgeway gab daraufhin sein Patent an einen anderen Engländer, Captain Hugh Culme, weiter, der schon Ländereien um Lough Oughter in der Grafschaft Cavan besaß und auf Bauholz zugreifen konnte. Culme überzeugte die Plantation Commission, nach Virginia umzuziehen, und zwar an ihren heutigen Standort nahe dem Blackwater Nebenfluss. Danach erbaute er eine Anzahl von Häuser für die Siedler, jedoch scheiterte dabei, den Zeitrahmen der Kommission zu entsprechen, welcher vorsah, dass die Stadt weiter erschlossen sein sollte, so dass er seine Aufgabe schlussendlich aufgab, vermutlich aus den gleichen Gründen wie sein Vorgänger. Während des Novembers 1622 kam die Siedlung (Virginia) in den Besitz von Lucas Plunkett, Earl of Fingall, welcher umfangreiche Ländereien in der Nähe der Grafschaft Meath hatte. Plunkett war ein katholischer Anglo-Irischer Lord, vermutlich normannischer Abstammung aus dem 12. Jahrhundert, der sich vornahm, das Projekt zu vollenden.
Beanstandungen von den Einwohnern Virginias über den mangelnden Entwicklungsfortschritt erreichten die Kommission um 1638, so dass dem zweiten Earl of Fingall, Christopher Plunkett, befohlen wurde, eine erhebliche Bürgschaft bei dem Kommissionsgericht einzureichen und die Kirche in Virginia zu bauen oder dem Verfall seiner Ländereien in der Grafschaft Cavan entgegenzutreten. Der anglikanische Bischof von Kilmore, damals William Bedell, beabsichtigte die Stadt in Übereinstimmung mit dem Kommissionseinverständnis anzulegen. Allerdings verursachten Ereignisse, die zu irischen Rebellion von 1641 führten und die irischen Konföderationskriege umhüllten, bei Virginia umfassende Zerstörung und Entvölkerung. Im Sommer 1642 haben Regierungstruppen das Castle völlig zerstört und die Lagerbestände an Heu, Mais und Torf verbrannt, um den geächteten Earl von Fingall für seine Unterstützung einer rebellischen Belagerung der Garnison bei Drogheda zu bestrafen. Seit den Williamite Kriegen, die zwischen 1688 und 1691 stattfanden, lebte der Landlord im Exil. Virginia wurde schließlich um das Jahr 1750 durch die abwesenden Plunketts verkauft, um die Montageschulden zu begleichen. Dieser Verkauf machte den Weg frei für einen neuen Landlord, Thomas Taylor, Lord Headfort, den Bau der Stadt fortzusetzen. Es ist verzeichnet, dass Taylors Großvater, auch ein Thomas Taylor, ein Kartograph war, der Sir William Petty bei der Down Survey während des 17. Jahrhunderts unterstützte.
Die Taylors (später Taylour) hatten eine beträchtliche Villa (heute die Headfort School) außerhalb Kells in der Grafschaft Meath errichtet, und ihre Aufmerksamkeit wendete sich den unproduktiven Ländereien um Virginia hin, um diese durch Landentwässerung und Aufforstung in den tiefer liegenden Gebieten in rentable Bauernhöfe zu verwandeln. Die Folgen davon brachten Beschäftigung und führten schnell zu Bildung lokaler Märkte und Messen in Virginia, wo Erzeugnisse auf den Straßen gehandelt wurden. Virginias Bevölkerung wuchs und verdoppelte sich auf 467 Einwohner zwischen den Volkszählungen 1821 und 1841, so wie es auch der schnelle Aufbau der Stadt mit der Main Street gleichtat. Die nachfolgenden Lords Headfort, später Earl of Bective und Marquess of Headfort, gestalteten ihr eigenes privates Landgut und ein Jagdschloss (heute Park Hotel), überschauend den Lough Ramor.
Die Hungersnot zwischen 1845 und 1849, verursacht durch aufeinander folgende Ausfälle bei Kartoffelernten, brachten extremes Elend für die ärmsten Klassen, so dass durch Krankheiten, wie Typhus und Cholera, die weit verbreitet waren, viele verstarben. Zu jener Zeit traten in ganz Europa Seuchen auf, was eine Folge der armseligen Abwasser- und Abfallentsorgung sowie der bedauernswerten Lebensbedingungen war. Eine Hungersnot, die viele Teile der Grafschaft betraf, wurde 1845 in Virginia dank den Bestrebungen des lokalen Famine Relief Committee abgewendet, die Sonderzuteilungen von indischen Mahlzeiten als Ausgleich für harte Arbeit zur Verfügung stellten. Dies schloss Frauen mit Kindern mit ein, die Steine für die Errichtung der Straßen und zum Bau der lokalen katholischen Kirche schlugen, die auf dem gespendeten Land des Landlords errichtet werden sollten. In den folgenden Jahren florierte Virginia mit der Einführung eines Buttermarktes 1856, gefolgt von der Eröffnung einer Bahnlinie zwischen Kells und Oldcastle im März 1863. Der Viehbestand konnte dann für den Export genutzt werden, was aber gleichwohl bedeutete, dass Erzeugnisse wie Kohle und Bier von den größeren Städten in ländlichen Gebieten hergeschafft werden konnten, die zu Schließung der lokalen Malzbrauerei und einiger Bäckereien in der Stadt führten.
Bis relativ kurz vor Ende des Jahrhunderts war die Auswanderung kennzeichnend für die ländlichen Iren, wo Virginia keine Ausnahme machte. Vielleicht war der berühmteste Auswanderer aus Virginia Philip H. Sheridan, dessen Eltern aus dem nahe gelegenen Killinkere kamen, der um 1830 Irland verließ und sich in Amerika niederließ. Sheridan erlangte durch seine Militärkarriere Erfolg, besonders während des amerikanischen Bürgerkrieges. Präsident Lincoln eröffnete, „dieser Sheridan ist ein kleiner Ire, aber ein großer Kämpfer“, insbesondere als kommandierender General der US-Army, was ihm viele Ehrungen bescherte. Ein anderer berühmter Mann, der Verbindungen zu Virginia hatten, ist Dean Jonathan Swift, der seinen gut bekannten Roman Gullivers Reisen verfasste, als er in der Nähe von Quilca residierte, dem Heim von seinem Freund, dem Geistlichen Thomas Sheridan, der eine klassische Schule unterhielt und später Schuldirektor von Cavan’s Royal School wurde. Bühnenautor Richard Brinsley Sheridan stammt auch von dieser Familie ab, während ein anderer angesehener Einwohner Virginias aus dem 19. Jahrhundert Thomas Fitzpatrick war, ein bekannter Londoner Arzt. Admiral Sir Josias Rowley unterhielt durch seinen Bruder Rev. John Rowley Verbindungen, der ein anglikanischer Geistlicher in Virginia während dieser Periode war und die First Fruits Church erbauen ließ. Admiral Rowley half auch beim Wiederaufbau der Kirche finanziell, die nach einem großen Feuer in der Weihnachtsnacht 1830 das Dach zerstörte.
Die Eisenbahnlinie wurde 1958 stillgelegt, zu einer Zeit als der Bevölkerungsstand auf sein niedrigstes Niveau fiel. Die Straßenverbindungen wurden seither fortwährend verbessert.

## Einwohnerentwicklung
Ein anhaltender Anstieg des Wohlstands und der Bevölkerung in der Stadt wird durch die vielen neuerbauten Häuser und Handelsgeschäfte deutlich. Die Anzahl der Einwohner hat sich in den letzten dreißig Jahren mehr als vervierfacht.
| 1991 | 1996 | 2002 | 2006 | 2011 | 2016 | 2022 |
| ---- | ---- | ---- | ---- | ---- | ---- | ---- |
| 720  | 811  | 1093 | 1734 | 2282 | 2648 | 3211 |

In der Nähe liegt das Portal Tomb von Ballaghanea.